# مارتن كاميرون (سياسي)
مارتن كاميرون (بالإنجليزية: Martin Cameron) هو سياسي أسترالي، ولد في 24 أغسطس 1936. حزبياً، نشط في حزب أستراليا الليبرالي (فرع جنوب أستراليا) ‏ (1976 – ) وتحالف الليبرالية والريفي ( – 1973) والحركة الليبرالية (1973 – 1976). وقد في 1975 South Australian state election ‏، انتخب عضو مجلس جنوب أستراليا التشريعي وقد انضم خلال فترته النيابية ‏ (12 يوليو 1975 – 31 أغسطس 1990) للكتلة البرلمانية حزب أستراليا الليبرالي (فرع جنوب أستراليا) ‏ وانتخب عضو مجلس جنوب أستراليا التشريعي عن دائرة Southern District (South Australian Legislative Council) ‏ وقد انضم خلال فترته النيابية ‏ (3 يوليو 1971 – 11 يوليو 1975) للكتلة البرلمانية تحالف الليبرالية والريفي وانتخب عضو مجلس الشيوخ الأسترالي ‏ عن دائرة جنوب أستراليا ‏ وقد انضم خلال فترته النيابية  (23 مايو 1969 – 24 أكتوبر 1969) للكتلة البرلمانية تحالف الليبرالية والريفي.